# 아치 판자비
아치 판자비(Archie Panjabi, 1972년 5월 31일 ~ )는 잉글랜드의 배우이다.

## 출연 작품

### 영화
- 슈팅 라이크 베컴 (2002)
- 콘스탄트 가드너 (2005)
- 트레이터 (2008) - 챈드라 역
- 샌 안드레아스 (2015) - 세레나 존슨 역

### 텔레비전
- 굿 와이프 (2009-15)